# Rachael Madori
Rachael Madori (Brooklyn, Nueva York; 8 de marzo de 1993) es una actriz pornográfica y modelo erótica estadounidense.

## Biografía
Nació en Brooklyn, Nueva York, en marzo de 1993. Es la mediana de tres hijas de un matrimonio con ascendencia latina y nativoamericana. A los 18 años comenzó a trabajar como camarera y barista en diversos bares y karaokes de Brooklyn.
En diversas entrevistas, Madori ha comentado que su primera experiencia con la industria pornográfica la ocasionó en Twitter al ponerse en contacto con Brazzers, quienes se pusieron en contacto con ella y le preguntaron si estaba interesada en entrar en la misma. Poco tiempo más tarde, comenzaría a grabar sus primeras escenas para su sitio web Mofos en Miami.
Debutante como actriz pornográfica en agosto de 2014, con 21 años de edad, Madori ha trabajado con diversas productoras como Pure Play Media, Evil Angel, Digital Sin, Devil's Film, Brazzers, Wicked Pictures, Burning Angel, Girlfriends Films, Elegant Angel, Mofos, Kink.com, New Sensations, Zero Tolerance o Mile High, entre otras.
Madori padece de trastorno bipolar y trastorno límite de la personalidad, que le fue diagnosticado a mediados de 2015. Intentó suicidarse en dos ocasiones. Tras el último intento y buscar ayuda profesional, Madori ha trabajado con asociaciones como American Foundation for Suicide Prevention (AFSP) y National Alliance on Mental Illnes (NAMI) en campañas de prevención del suicidio como embajadora de acciones sociales, dando charlas y coloquios sobre su superación.
Se retiró en 2018, habiendo aparecido en más de 170 películas como actriz.
En su carrera profesional, destacó por estar nominada en los Premios AVN en 2016 en las categorías de Mejor actriz revelación, Mejor escena de sexo anal por Ass Candy y Mejor escena de sexo chico/chica por Rough Enough.
Alguno de sus trabajos destacados fueron A Lesbian Romance 3, Asshole Therapy, Dominance and Submission, Fucking Her Best Friend 2, Gotcha Girls, Lesbian Fanatic, Oil and Anal 2, Prison Lesbians 4, Red Viper, Sex Symbols 2, Taking Control o What's Next?.

## Premios y nominaciones
| Año  | Ceremonia                   | Resultado | Premio                                 | Trabajo                  |
| ---- | --------------------------- | --------- | -------------------------------------- | ------------------------ |
| 2015 | Inked Awards                | Ganadora  | Estrella del año                       | —                        |
| 2016 | Premios AVN                 | Nominada  | Mejor actriz revelación                | —                        |
| 2016 | Premios AVN                 | Nominada  | Mejor escena de sexo anal              | Ass Candy                |
| 2016 | Premios AVN                 | Nominada  | Mejor escena de sexo chico/chica       | Rough Enough             |
| 2016 | Premios AVN                 | Nominada  | Premio fan: Debutante más caliente     | —                        |
| 2016 | Inked Awards                | Ganadora  | Mejor escena del año                   | Anal Intoxication        |
| 2016 | Spank Bank Awards           | Nominada  | Best 'Just Got Fucked' Hair            | —                        |
| 2016 | Spank Bank Awards           | Nominada  | Best Vocals                            | —                        |
| 2016 | Spank Bank Awards           | Nominada  | Excellence in Lawn Maintenance         | —                        |
| 2016 | Spank Bank Awards           | Nominada  | Most Awe Inspiring Gape                | —                        |
| 2016 | Spank Bank Awards           | Nominada  | Porn's Next Superstar                  | —                        |
| 2016 | Spank Bank Awards           | Nominada  | Sexiest Painted Lady                   | —                        |
| 2016 | Spank Bank Technical Awards | Ganadora  | Cupcake Ass                            | —                        |
| 2016 | Spank Bank Technical Awards | Ganadora  | World's Coolest Self Proclaimed 'Cunt' | —                        |
| 2017 | Premios AVN                 | Nominada  | Mejor escena de doble penetración      | Red Viper                |
| 2017 | Spank Bank Awards           | Nominada  | Best Spitter                           | —                        |
| 2017 | Spank Bank Awards           | Nominada  | Bondage Artiste of the Year            | —                        |
| 2017 | Spank Bank Awards           | Nominada  | Deepest Throat                         | —                        |
| 2017 | Spank Bank Awards           | Nominada  | Gloryhole Guru of the Year             | —                        |
| 2017 | Spank Bank Awards           | Nominada  | Super Squirter of the Year             | —                        |
| 2017 | Spank Bank Awards           | Nominada  | Two Hot Dogs in a Hallway              | —                        |
| 2018 | Premios XBIZ                | Nominada  | Mejor escena de sexo en película tabú  | Interracial Family Needs |